# José Llanes Robles
José Llanes Robles (Corona de Castilla, Monarquía Hispánica c. 1670s-Virreinato de Nueva España c. 1750s) fue un coronel y veedor general de la armada de barlovento que ejerció los cargos de alcalde mayor de Sololá, San Salvador (desde 1718 a 1721), Cuicatlán y Papaloticpac, y de corregidor de Huajolotitlán.

## Biografía
José de Llanes Robles y Pedroza nació en la Corona de Castilla de la Monarquía Hispánica por la década de 1670s. En el año de 1693 se alistaría en el ejército, sirviendo primeramente en Melilla y luego en Málaga. El 4 de septiembre de 1701, el virrey de Nueva España José Sarmiento Valladares le nombró como veedor general de la armada de barlovento; durante el cual, en el año de 1703, se hizo cargo brevemente de la gobernación de dicha armada por ausencia del capitán general Andrés de Pes; asimismo, participó en el socorro del presidio de Santa María de Galve y el puerto de San Miguel de Pensacola; manteniéndose en dicho puesto hasta el año de 1711.
En 1707, gracias a que donase 30.000 reales, el rey Felipe V lo designó a futuro como alcalde mayor de Sololá; y en 1711 (cuando ya se encontraba desempeñando el puesto antedicho), gracias a una donación de 7500 pesos, el monarca español lo otorgó a futuro el título de alcalde mayor de San Salvador (siendo su nombramiento emitido el 15 de enero de 1718); igualmente, el 30 de diciembre de ese año de 1711, el rey le confirió el rango de coronel de los reales ejércitos.
El 18 de abril de 1718, luego de llenar todos los requisitos de ley, fue juramentado como alcalde mayor de San Salvador ante la Real Audiencia de Guatemala; y al día siguiente se le otorgó título de teniente de capitán general de esa provincia; tomando posesión poco tiempo después. Durante su mandato, el 15 de enero de 1720, alrededor de 200 afrodescendientes y mulatos se levantaron en protesta en el barrio de la Vega de San Salvador; amenazando con incendiar la residencia del alcalde mayor, debido al esfuerzo de Llanes por robustecer la cobranza del laborío (el tributo que toda persona que no era española estaban obligadas a pagar) con la elaboración de un nuevo censo o padrón de pago; este levantamiento se detendría cuando los alzados observaron que el nuevo padrón contenía los nombres de más de 40 personas, por lo que las autoridades se vieron obligadas a incluir entre 800 a 1000 personas que estaban fuera del anterior padrón.
A mediados de 1720, debido a razones de salud, solicitó al rey que le concediese permiso para nombrar a alguien que lo sucediese como alcalde mayor; lo cual se le concedió el 30 de junio de 1720, designando como tal a Pedro de Doralea el 23 de abril de 1721.
Pasaría a la jurisdicción de la Real Audiencia de México, donde ocuparía el cargo de alcalde mayor de Cuicatlán y Papaloticpac (cargo que consiguió en 1718 por una donación de 45.000 reales); después, y por haber abonado 22.560 reales en 1730, ejercería como corregidor de Huajolotitlán, que sería su último nombramiento; luego de lo cual no se sabe nada más de él; probablemente fallecería alrededor de la década de 1750s.